# Hungria nos Jogos Olímpicos de Verão de 1976
A Hungria competiu nos Jogos Olímpicos de Verão de 1976, realizados em Montreal, Canadá.